# Jícnovka velkokvětá

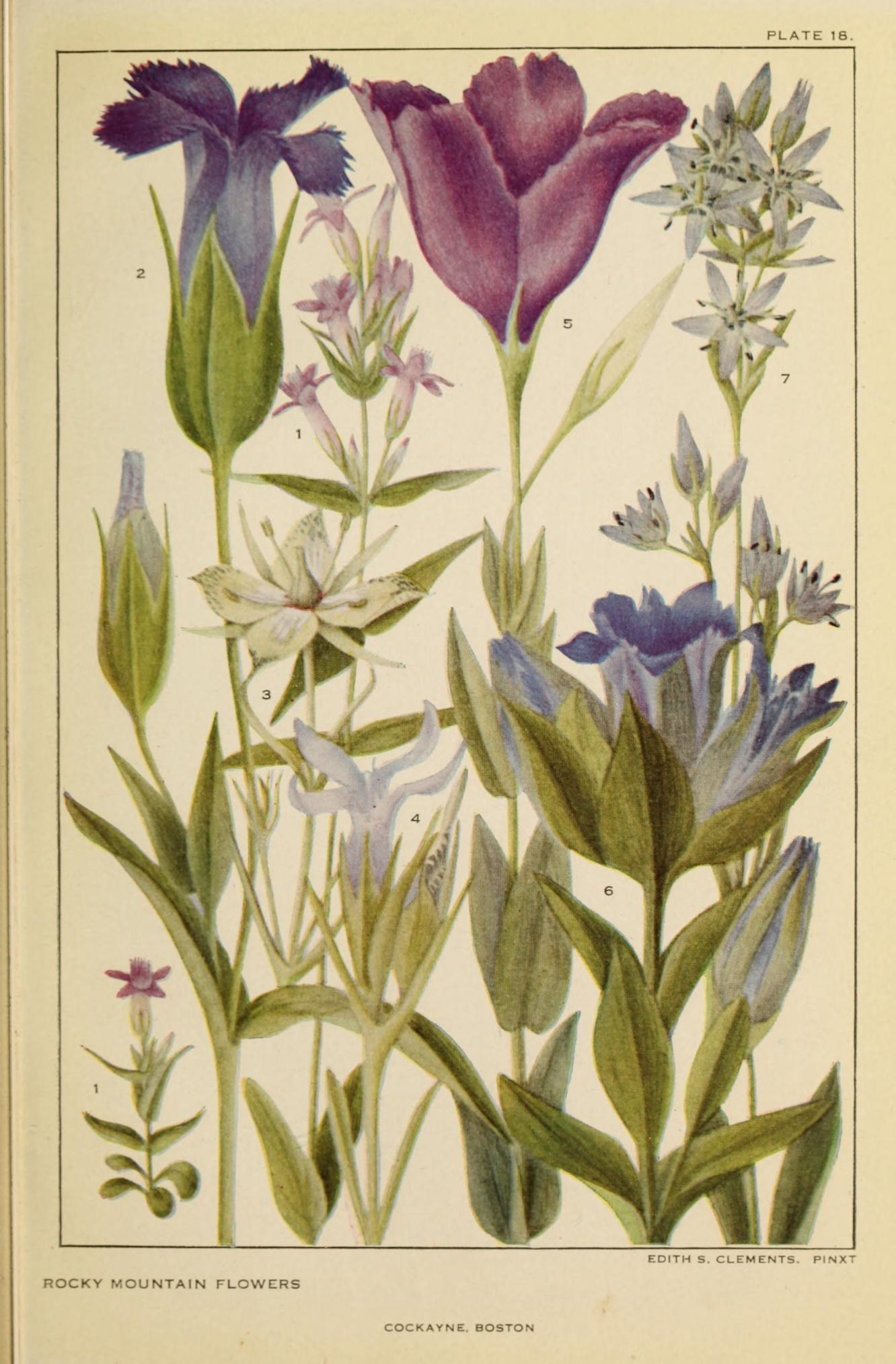
Zobrazení jícnovky velkokvěté

Jícnovka velkokvětá (Eustoma grandiflorum) je teplomilná rostlina pěstována pro velké zvonovité květy. Je to druh z nevelkého rodu jícnovka a pochází z prérijních oblastí Spojených států amerických (hlavně ze států Colorado, Kansas, Nebraska, Nové Mexiko, Oklahoma, Texas) a z přilehlého severního Mexika.

## Ekologie
Druh pochází z travnatých pastvin, kde roste za plného slunečního svitu na rovnoměrně vlhké a dobře propustné půdě, pro vytvoření hodně květů potřebuje dobrou výživu. Snese sušší i chladné počasí, neprospívá ji však deštivé podnebí a nepřežije pokles teploty pod bod mrazu. Vyrůstá z drobného semene a podle přírodních a půdních podmínek vykvete prvým nebo až druhým rokem. Kvete od května do září.
Ve své domovině je vytrvalou rostlinou, ve středoevropských podmínkách bývá pěstována jako jednoletá či dvouletá. Dobře snáší suchý vzduch, je vhodná do bytů s ústředním topením.

## Popis
Rostlina se vzpřímenou, někdy větvenou lodyhou dorůstající do výše 45 až 60 cm. Její vejčité listy jsou šedě ojíněné, spodní jsou seskupeny do růžice, lodyžní vyrůstají vstřícně, na bázi jsou poloobjímavé a výše přisedlé, čepele mají po obvodě celokrajné a na vrcholu zašpičatělé.
Z paždí horních listů vyrůstají na dlouhých stopkách křehké, zvonkovité květy nejčastěji barvy fialové, řidčeji modré, bílé či růžové a jsou široké do 5 cm a dlouhé až 3,5 cm. Kališní lístky jsou úzce šídlovité, korunní lístky bývají na bázi tmavěji zbarvené, často i výrazně dvoubarevně a na okrajích jsou nazpět přehnuté. Tyčinky přirůstají k ústi koruny, jednodílný semeník obsahující hodně vajíček nese tenkou čnělku s dvoulaločnou bliznou.
Jícnovka velkokvětá kvete od května do září. Plod je podlouhlá, pukající tobolka s mnoha velmi drobnými semeny.

## Rozmnožování
Rozmnožuje se semeny klíčícími na světle, od vysetí po první květy uběhne nejméně pět měsíců. Semena se sejí do teplého skleníků nejméně tři měsíce před posledními jarními mrazíky, po kterých lze mladé semenáče vysadit na záhon. Mladé rostlinky je vhodné brzy přesadit, starší již přesazování špatně snášejí. Zalévají se až po vyschnutí půdy a kvetení se podporuje občasným přihnojením.
Byly vypěstovány mnohé kultivary odlišující se od původních druhů velikosti květů, počtem korunních lístků, délkou kvetení, různými barvami i vzrůstem. Jejich semena však většinou ztratila schopnost klíčit a rostliny se množí řízky nebo metodou in vitro.

## Význam
V evropském zahradnictví je jícnovka velkokvětá poměrnou novinkou, do kultury byla zavedena až okolo roku 1980. Ve středoevropských podmínkách, již se dostala i do České republiky, se pěstuje jako dlouze kvetoucí hrnkovaná letnička. Můžeme ji pěstovat ve světlé místnosti nebo umístit na zahradu, nutno však ochránit květy před deštěm. Také se řežou nakvetlé stonky pro použití do kytic, ve váze s vodou vydrží až tři týdny.